# Navès (Tarn)
Navès es una comuna francesa situada en el departamento de Tarn, en la región de Occitania.

## Demografía
| 366 | 350 | 383 | 444 | 620 | 703 | 690 |
| Para los censos de 1962 a 1999 la población legal corresponde a la población sin duplicidades (Fuente: INSEE [Consultar]) |     |     |     |     |     |     |